# Mohammad Amir Naji
Mohammad Amir Naji, znany również jako Reza Naji, pers. رضا ناجی (ur. 26 grudnia 1942 w Tebrizie) – irański aktor filmowy i teatralny. Znany ze stałej współpracy z reżyserem Majidem Majidim, u którego wystąpił m.in. w Dzieciach niebios (1997) i Deszczu (2001). Laureat Srebrnego Niedźwiedzia dla najlepszego aktora na 58. MFF w Berlinie za rolę w filmie Pieśń wróbli (2008) w reżyserii Majidiego.